# Cò quăm ngực đốm
Cò quăm ngực đốm, tên khoa học Bostrychia rara, là một loài chim trong họ Threskiornithidae.